# Družmirje
Družmirje (Duits: Schmersdorf) is een plaats in Slovenië en maakt deel uit van de gemeente Šoštanj in de NUTS-3-regio Savinjska.